# تایلر جورج
تایلر جورج (انگلیسی: Tyler George؛ زادهٔ ۶ اکتبر ۱۹۸۲) ورزشکار کرلینگ اهل ایالات متحده آمریکا است.
از افتخارات وی می‌توان به کسب مدال طلا در بازی‌های المپیک زمستانی ۲۰۱۸ اشاره کرد.